# Malloa
Malloa is een gemeente in de Chileense provincie Cachapoal in de regio Libertador General Bernardo O'Higgins. Malloa telde 13.407 inwoners in 2017 en heeft een oppervlakte van 113 km².